# إدوارد هربرت
إدوارد هربرت (بالإنجليزية: Edward Herbert)، البارون الأول هربرت من تشيربوري من فرسان الحمّام، (3 مارس 1582 -5 أغسطس 1648) جندي أنجلو ويلزي، ودبلوماسي، ومؤرخ، وشاعر، وفيلسوف في مملكة إنجلترا.

## حياته

### النشأة
إدوارد هربرت الابن الأكبر لريتشارد هربرت من قلعة مونتغمري (وهو عضو في فرع تابع لعائلة إيرلز بيمبروك) وأمه ماغدلين، ابنة السير ريتشارد نيوبورت، وشقيق الشاعر جورج هربرت. ولد داخل إنجلترا في إيتون أون سيفيرن بالقرب من روكسيتر، شروبشاير. التحق بكلية أكسفورد الجامعية بعد التعليم الخاص، كرجل نبيل من العامة، في مايو 1596. في 28 فبراير 1599 تزوج وعمره 14 عامًا من ابنة عمه ماري التي كان عمرها آنذاك 21 عامًا، «على الرغم من التباين بين السنوات بيننا»، والتي كانت ابنة ووريثة السير وليام هربرت (الذي توفي عام 1593). عاد إلى أكسفورد مع زوجته ووالدته، وواصل دراسته، وتعلم اللغة الفرنسية، والإيطالية، والإسبانية، فضلًا عن الموسيقى، وركوب الخيل، والمبارزة. أسس عائلة خلال هذه الفترة قبل أن يبلغ 21 عامًا.
دخل هربرت إلى البرلمان كفارس من مقاطعة مونتغوميريشير في عام 1601. عند انضمام الملك جيمس الأول، قدّم نفسه في البلاط وأُنشئ فارس الحمام في 24 يوليو 1603. كان عضوًا في البرلمان عن ميريونيث منذ عام 1604 وحتى عام 1611. كان قاضيًا في عام 1605، وعُين عمدة مونتغمري لعام 1605.

### الجندي
ذهب إدوارد هربرت إلى باريس في عام 1608، مع أوريليان تاونشند، مستمتعًا بصداقة وضيافة الكونستابل (القائد العام للقوات المسلحة الملكية) الكبير من مونتمورينسي في ميرلو، والتقى بالملك هنري الرابع، وأقام لعدة أشهر مع إسحاق كاسوبون. عند عودته، كتب عن نفسه، «حظيت بتقدير كبير في كل من البلاط والمدينة، وكثيرٌ من الرغبة العظيمة بصحبتي». كان قريبًا من كل من بن جونسون وجون دون في هذه الفترة، وربما لمح جونسون في مسرحيته إيبوكايين أو المرأة الصامتة إلى هربرت. كرمه كل من دون وجونسون في الشعر. تقاتل مع حاجب اسكتلندي في ديسمبر 1609 في قصر غرينتش، الذي انتزع شريطًا من شعر ماري ميدمور، ولو لم يمنع مجلس الملكة الخاص ذلك، لكان خاض مبارزة في هايد بارك.
خدم هربرت عام 1610 كمتطوع في البلدان المنخفضة تحت حكم أمير أورانيا، الذي أصبح صديقه الحميم، وميز نفسه بالاستيلاء على يوليش من الإمبراطور. عرض أن يقرر الحرب من خلال الانخراط في قتال واحد مع بطل يجري اختياره من بين العدو، ولكن رُفض تحديه. نجا من اعتداء في لندن عام 1611 من قبل السير جون آير الذي اتهمه بعلاقة مع زوجته دوروثي بولسترود. دفع لزيارة سبينولا، في المعسكر الإسباني بالقرب من ويزيل، وبعد ذلك إلى البالاتينات الانتخابية في هايدلبرغ، ثم سافر بعد ذلك إلى إيطاليا. بناءً على طلب دوق سافوي، قاد رحلة استكشافية من 4,000 من الهوغونوتيون من لانغيدوك إلى بيدمونت لمساعدة سافويارد ضد إسبانيا، لكن بعد أن كاد يخسر حياته في رحلته إلى ليون، سُجن عند وصوله إلى هناك، وفشل المشروع. ثم عاد إلى هولندا وأمير أورانيا، ووصل إلى إنجلترا في عام 1617.

## روابط خارجية
- إدوارد هربرت على موقع الموسوعة البريطانية (الإنجليزية)
- إدوارد هربرت على موقع ميوزك برينز (الإنجليزية)
- إدوارد هربرت على موقع إن إن دي بي (الإنجليزية)